# Christian Poncelet

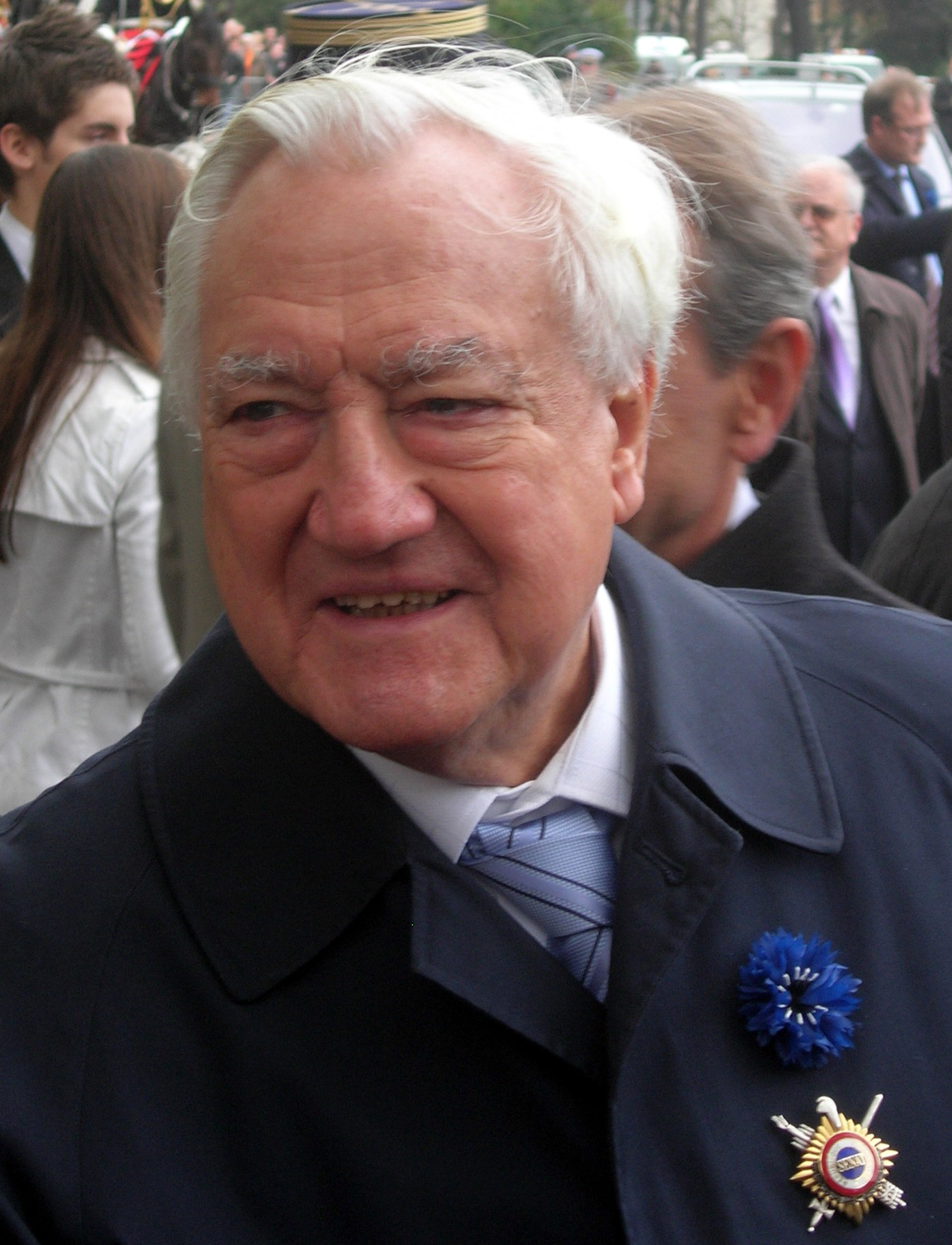
Christian Poncelet, Dezember 2006

Christian Poncelet (* 24. März 1928 in Blaise, Département Ardennes; † 11. September 2020 in Remiremont, Département Vosges) war ein französischer gaullistischer Politiker (UDT, UDR, RPR, UMP). Er war von 1977 bis 2014 Senator und von 1998 bis 2008 Präsident des Senats. Daneben hatte er eine lange politische Karriere auf lokaler und regionaler Ebene in Lothringen und war von 1972 bis 1974 Staatssekretär unter Pierre Messmer, von 1974 bis 1976 unter Jacques Chirac und 1976/1977 unter Raymond Barre.

## Leben und Karriere
Poncelet wurde 1928 als Sohn von Landwirten im Dorf Blaise (heute ein Ortsteil von Vouziers) geboren. Die Eltern trennten sich kurz nach seiner Geburt und er wuchs bei seiner Mutter und den Großeltern in Acy-Romance auf. Er besuchte die nationale Schule der französischen Post-, Telegrafie- und Telefonverwaltung (PTT) und begann dort 1950 – nach seinem Wehrdienst – als Unter-Ingenieur zu arbeiten. Von 1953 bis 1962 war er als Telekommunikationsprüfer bei der PTT tätig. Parallel dazu engagierte er sich als Sekretär in der christlichen Gewerkschaft Confédération française des travailleurs chrétiens (CFTC).
Im November 1962 zog er für die gaullistische UNR-UDT als Abgeordneter des 3. Wahlkreises von Vosges in die französische Nationalversammlung ein. Dieser gehörte er während drei Legislaturperioden bis 1972 an. Von 1972 bis 1977 arbeitete er in verschiedenen Positionen als Staatssekretär in konservativen Regierungen: In den Kabinetten von Pierre Messmer als Staatssekretär im Sozialministerium (1972–73) und Arbeitsministerium (1973–74); in den Kabinetten Chirac I und Barre I als Staatssekretär für den Haushalt im Wirtschafts- und Finanzministerium (1974–77).
Im September 1977 wurde er als Vertreter des Departements Vosges in den französischen Senat gewählt, dem er bis 2014 angehörte. Dort leitete er von 1986 bis 1998 den Finanz- und Haushaltsausschuss. Von Oktober 1998 bis September 2008 war er der Präsident des Senats. Bei seinem Ausscheiden aus dem Senat war er der dienstälteste Parlamentarier Frankreichs. Die Zeitung Le Monde berechnete im Jahr 2013, dass Poncelet in seinen verschiedenen, zum Teil parallel ausgeübten, politischen Mandaten eine Amtszeit von insgesamt 147 Jahren hatte.
Auf lokaler Ebene war Poncelet von 1965 bis 2001 Mitglied des Gemeinderats der lothringischen Kleinstadt Remiremont und von 1983 bis 2001 deren Bürgermeister. Von 1963 bis 2015 war er Vertreter des Kantons Remiremont im Generalrat des Départements Vosges, von 1976 bis 2015 Präsident des Generalrates. Von 1977 bis 1992 gehörte er dem Regionalrat von Lothringen an, wo er von 1982 bis 1992 dem Finanzausschuss vorstand. Poncelet nutzte auch seinen politischen Einfluss auf nationaler Ebene, um seinem Heimatort und seiner Region Vorteile zu verschaffen. So zeigte er sich besonders stolz darauf, eine direkte TGV-Verbindung zwischen Remiremont und Paris erreicht zu haben.
Bei der ersten direkten Europawahl 1979 wurde Poncelet in das Europäische Parlament gewählt, wo er in der Fraktion der Europäischen Demokraten für den Fortschritt saß und den Ausschüssen für Haushaltskontrolle sowie für Energie und Forschung angehörte. Im September 1980 legte er dieses Mandat nieder.
Im Januar 2003 wurde er in die Académie des sciences morales et politiques aufgenommen.